# Liste der Nummer-eins-Hits in Dänemark (1997)
Diese Liste enthält alle Nummer-eins-Hits in Dänemark im Jahr 1997. Es gab in diesem Jahr elf Nummer-eins-Singles.

## Singles
| ← 1996 ← | Liste der Nummer-eins-Hits in Dänemark | Liste der Nummer-eins-Hits in Dänemark | Liste der Nummer-eins-Hits in Dänemark                                                                 | 1998 →                    |
| \| Zeitraum \| Wo. ges. \| Interpret \| Titel Autor(en) \| Zusätzliche Informationen \| \| (Zeitraum, Wochen auf Platz eins, Interpret, Titel, Autor[en], zusätzliche Informationen) \| \| \| \| \| \| ----------------------------------------------------------------------------------------- \| -------- \| ------------------------------------ \| ------------------------------------------------------------------------------------------------------ \| ------------------------- \| \| 12. Dezember 1996 – 1. Januar 1997 3 Wochen \| 3 \| The Prodigy \| Breathe Musik: Liam Howlett; Text: Keith Flint, Keith Andrew Palmer, Liam Howlett \| – \| \| 2. Januar 1997 – 29. Januar 1997 4 Wochen (insgesamt 5) \| 5 \| Aqua \| Roses Are Red Søren Rasted, Claus Norreen, René Dif, Lene Nystrøm, Hartmann & Langhoff \| – \| \| 30. Januar 1997 – 12. Februar 1997 2 Wochen \| 2 \| No Doubt \| Don’t Speak Gwen Renee Stefani, Eric Matthew Stefani \| – \| \| 13. Februar 1997 – 2. April 1997 7 Wochen \| 7 \| Tiggy \| Ring-A-Ling Nielsen. Larsen. Carlsen \| – \| \| 3. April 1997 – 20. April 1997 3 Wochen \| 3 \| En Vogue \| Don’t Let Go (Love) Andrea Martin, Ivan Matias, Marqueze Ethridge, Sleepy Brown, Rico Wade, Ray Murray \| – \| \| 30. April 1997 – 20. Mai 1997 3 Wochen \| 3 \| Michael Jackson \| Blood on the Dance Floor Michael Jackson, Teddy Riley \| – \| \| 21. Mai 1997 – 27. Mai 1997 1 Woche \| 1 \| George Michael \| Star People George Michael \| – \| \| 28. Mai 1997 – 2. Juli 1997 5 Wochen \| 5 \| Hanson \| MMMBop Clarke Isaac Hanson, Jordan Taylor Hanson, Zachary Walker Hanson \| – \| \| 3. Juli 1997 – 16. Juli 1997 2 Wochen \| 2 \| Paradisio \| Bailando Luc Rigaux, Patrick Samoy, M.I. Garcia Asensio \| – \| \| 17. Juli 1997 – 17. September 1997 9 Wochen \| 9 \| Puff Daddy feat. Faith Evans und 112 \| I’ll Be Missing You Faith Renee Evans, Gordon Matthew Sumner, Todd Gaither \| – \| \| 18. September 1997 – 14. Januar 1998 17 Wochen \| 17 \| Elton John \| Something About the Way You Look Tonight / Candle in the Wind ’97 Elton John, Bernie Taupin \| – \| |                                        |                                        | |                           |
| ← 1996 |                                        |                                        | | → 1998 →                  |
| Zeitraum | Wo. ges.                               | Interpret                              | Titel Autor(en)                                                                                        | Zusätzliche Informationen |
| (Zeitraum, Wochen auf Platz eins, Interpret, Titel, Autor[en], zusätzliche Informationen) |                                        |                                        | |                           |
| 12. Dezember 1996 – 1. Januar 1997 3 Wochen | 3                                      | The Prodigy                            | Breathe Musik: Liam Howlett; Text: Keith Flint, Keith Andrew Palmer, Liam Howlett                      | –                         |
| 2. Januar 1997 – 29. Januar 1997 4 Wochen (insgesamt 5) | 5                                      | Aqua                                   | Roses Are Red Søren Rasted, Claus Norreen, René Dif, Lene Nystrøm, Hartmann & Langhoff                 | –                         |
| 30. Januar 1997 – 12. Februar 1997 2 Wochen | 2                                      | No Doubt                               | Don’t Speak Gwen Renee Stefani, Eric Matthew Stefani                                                   | –                         |
| 13. Februar 1997 – 2. April 1997 7 Wochen | 7                                      | Tiggy                                  | Ring-A-Ling Nielsen. Larsen. Carlsen                                                                   | –                         |
| 3. April 1997 – 20. April 1997 3 Wochen | 3                                      | En Vogue                               | Don’t Let Go (Love) Andrea Martin, Ivan Matias, Marqueze Ethridge, Sleepy Brown, Rico Wade, Ray Murray | –                         |
| 30. April 1997 – 20. Mai 1997 3 Wochen | 3                                      | Michael Jackson                        | Blood on the Dance Floor Michael Jackson, Teddy Riley                                                  | –                         |
| 21. Mai 1997 – 27. Mai 1997 1 Woche | 1                                      | George Michael                         | Star People George Michael                                                                             | –                         |
| 28. Mai 1997 – 2. Juli 1997 5 Wochen | 5                                      | Hanson                                 | MMMBop Clarke Isaac Hanson, Jordan Taylor Hanson, Zachary Walker Hanson                                | –                         |
| 3. Juli 1997 – 16. Juli 1997 2 Wochen | 2                                      | Paradisio                              | Bailando Luc Rigaux, Patrick Samoy, M.I. Garcia Asensio                                                | –                         |
| 17. Juli 1997 – 17. September 1997 9 Wochen | 9                                      | Puff Daddy feat. Faith Evans und 112   | I’ll Be Missing You Faith Renee Evans, Gordon Matthew Sumner, Todd Gaither                             | –                         |
| 18. September 1997 – 14. Januar 1998 17 Wochen | 17                                     | Elton John                             | Something About the Way You Look Tonight / Candle in the Wind ’97 Elton John, Bernie Taupin            | –                         |